# Bündnis linker und radikaldemokratischer Hochschulgruppen
Das Bündnis linker und radikaldemokratischer Hochschulgruppen (kurz: LiRa) war ein parteiunabhängiger Zusammenschluss 
linker Studentenverbände in Deutschland. LiRa-Gruppen existierten an vielen größeren Universitäten und Fachhochschulen. Politisch und personell stand das Bündnis den JungdemokratInnen/Junge Linke und der damaligen Partei des Demokratischen Sozialismus (PDS) nahe.
Gegründet wurde LiRa 1998 in Bochum während der Studentenproteste im Wintersemester 1997/98. Einige Gruppen waren zuvor im Verband der Radikaldemokratischen Studentengruppen (RSG) – Jungdemokraten an der Hochschule, organisiert gewesen, welcher wiederum der Nachfolger des Liberalen Hochschulverbandes (LHV) war.
Bei LiRa fand sich ein breites Spektrum linker und radikaldemokratischer Ansätze; man setzte sich mit unterschiedlichen politischen Theorien und mit Themen wie gewerkschaftlicher Orientierung und dem Weg zur Überwindung von Kapitalismus und Patriarchat auseinander.
Daneben arbeitete LiRa schwerpunktmäßig in verschiedenen Bündnisprojekten vor allem im Bildungsbereich. So war es Gründungsmitglied des Aktionsbündnisses gegen Studiengebühren (ABS) und des Bündnisses für Politik- und Meinungsfreiheit (bpm). Bis 2003 gab LiRa die LiRa-Massenzeitung heraus, und es wurden Seminare zu Themen wie Hochschulentwicklung, Marxismus oder Geschlechterverhältnisse angeboten.
Konflikte zwischen ungebundenen Hochschulgruppen einerseits und Hochschulgruppen, die durch die JungdemokratInnen/Junge Linke dominiert wurden andererseits, sowie der seit 2005 einsetzende Prozess der Fusion von Linkspartei.PDS und WASG zu einer bundesweiten neuen Partei führten zur tiefen Krise bei LiRa. Die Mitgliedsgruppen aus Köln und Göttingen traten im Konflikt aus LiRa aus. Gleichzeitig lösten sich durch die Bildung der Linkspartei.PDS Mitgliedsgruppen auf, oder ehemalige Aktive bei LiRa traten zu den neu gegründeten Hochschulgruppen der WASG und der Linkspartei.PDS über, etwa an der Frankfurter Goethe-Universität, der FU und der HU Berlin, der Universität Hannover oder an der Universität Gießen.
LiRa als Hochschulgruppenbündnis ist nunmehr aufgelöst. Im Mai 2007 traten viele Mitgliedsgruppen dem neu gegründeten Hochschulverband der Linkspartei Die Linke.SDS bei. Ein formaler Auflösungsbeschluss existiert nicht. Allerdings war bereits die letzte LiRa-Delegiertenversammlung im März 2006 in Siegen nicht mehr beschlussfähig. Durch den Rücktritt der Vorstandsmitglieder und ihrem teilweisen Übertritt zum Hochschulverband Die Linke.SDS war der Verband gegen Ende handlungsunfähig.
An der Bergischen Universität Wuppertal existierte bis 2011 noch eine LiRa-Hochschulgruppe, die sich entgegen dem Trend des Bundesdachverbandes erst zu Beginn des Jahres 2006 formierte und jegliche Parteibindung explizit verneinte.